# Global Flatline
Global Flatline è il settimo album in studio del gruppo deathgrind belga Aborted, pubblicato il 20 gennaio 2012 dalla Century Media Records.

## Descrizione
Nell'album sono incluse Coronary Reconstruction, From a Tepid Whiff e Grime, contenute nel precedente EP Coronary Reconstruction.
Le tracce bonus presenti nella versione digipak Eructations of Carnal Artistry e Nailed Through Her Cunt sono versioni riregistrate dall'album del 2001 Engineering the Dead.
Il primo singolo dell'album è la title track, pubblicato il 25 ottobre 2011.
Il 10 gennaio 2012 è stato pubblicato il video musicale per la traccia Источник Болезни (The Origin of Disease).

## Tracce
1. Omega Mortis – 0:59
2. Global Flatline – 3:12
3. Источник Болезни (The Origin of Disease) – 3:04
4. Coronary Reconstruction – 4:28
5. Fecal Forgery – 2:44
6. Of Scabs & Boils – 2:53
7. Vermicular, Obscene, Obese – 2:51
8. Expurgation Euphoria – 3:43
9. From a Tepid Whiff – 3:03
10. The Kallinger Theory – 3:43
11. Our Father, Who Art of Feces – 2:43
12. Grime – 3:47
13. Endstille – 6:29
14. Eructations of Carnal Artistry (Bonus Track) – 3:27
15. Nailed Through Her Cunt (Bonus Track) – 4:12

## Formazione

### Aborted
- Sven de Caluwé - voce
- Eran Segal - chitarra
- Mike Wilson - chitarra
- Ken Bedene - batteria
- J.B. van der Wal - basso

### Ospiti
- Julien Truchad (Benighted) - voce (traccia 3)
- Trevor Strnad (The Black Dahlia Murder) - voce (traccia 7)
- Keijo Niinimaa (Rotten Sound) - voce (traccia 11)
- Jason Netherton (Misery Index) - voce (traccia 12)